# Tommaso Maestrelli
Tommaso Maestrelli (* 7. Oktober 1922 in Pisa, Italien; † 2. Dezember 1976 in Rom, Italien) war ein italienischer Fußballspieler und -trainer. Als Spieler war er für den AS Bari, den AS Rom sowie den FC Lucca aktiv. Später war er Trainer von Bari, dem AS Reggina, dem US Foggia und Lazio Rom, mit dem er 1974 italienischer Fußballmeister wurde.

## Spielerkarriere
Tommaso Maestrelli wurde am siebten Oktober 1922 in Pisa in der Toskana geboren. Als er vierzehn Jahre alt war, zog er mit seinen Eltern in Italiens Süden nach Bari. Dort wurde Maestrellis fußballerisches Talent bald entdeckt und er wurde vom ungarischen Trainer des AS Bari, József Ging, im Jahre 1938 in die erste Mannschaft des AS Bari beordert. Dort spielte Tommaso Maestrelli, der auf der Position eines Abwehrspielers agierte, gleich in der Serie A, der höchsten Fußballliga in Italien, wo in seiner ersten Spielzeit, der Serie A 1938/39, der elfte Rang erreicht wurde. Nachdem im Folgejahr ebendieser Platz erneut erlangt wurde, musste die Mannschaft des AS Bari in der Saison 1940/41 den Abstieg in die Serie B hinnehmen, nachdem nach Abschluss aller Spieltage der letzte Rang in der ersten Liga mit zehn Punkten Rückstand auf einen Nichtabstiegsplatz belegt wurde. Tommaso Maestrelli blieb aber trotz des Abstieges in Bari und schaffte den direkten Wiederaufstieg im Jahr 1942. Die Erstligasaison 1942/43 beendete er mit seinem Verein dann wieder auf einem Abstiegsplatz, was den erneuten Abrutsch in die Zweitklassigkeit bedeutete hätte, wenn der italienische Fußball nicht im Zusammenhang mit dem Zweiten Weltkrieg eine zweijährige Zwangspause einlegte, die sich von Sommer 1943 bis Sommer 1945 erstreckte. Nach dem Ende des Krieges wurde der Spielbetrieb fortgesetzt und Tommaso Maestrelli war immer noch beim AS Bari aktiv. In der Meisterschaft 1945/46, die neben der Ermittlung des italienischen Meisters auch eine Qualifikationsrunde für die nächstjährige Serie A und Serie B beinhaltete, schaffte man die Promotion für die erste Liga, in der der AS Bari in der Spielzeit 1946/47 mit Platz sieben seine beste Erstligaplatzierung bis heute erreichte. 1947/48 wurde man Elfter. Nach Ende der Spielzeit 1947/48 endete Tommaso Maestrellis Zeit beim AS Bari, er verließ den Verein nach zehn Jahren und 146 Ligaspielen mit zwanzig Treffern.
Zur Saison 1948/49 unterschrieb Tommaso Maestrelli einen Kontrakt beim Hauptstadtverein AS Rom. Dort blieb er drei Jahre, belegte in den ersten beiden Spielzeiten jeweils Platzierungen im unteren Mittelfeld der Serie A und musste in der Spielzeit 1950/51 mit dem AS Rom den Gang in die Zweitklassigkeit antreten, was den bis heute einzigen Abstieg des Traditionsvereins in die Serie B bedeutete. Daraufhin ging Tommaso Maestrelli zum FC Lucca, einem heutigen Amateurverein, der sich damals in der ersten Fußballliga in Italien befand. Allerdings passierte schon in Maestrellis erstem Jahr in Lucca der Abstieg in die zweite Liga. Nach dem Abstieg blieb Tommaso Maestrelli seinem Verein treu und spielte noch ein Jahr in der Serie B weiter, ehe er zum AS Bari zurückkehrte, wo einst seine Laufbahn begonnen hatte. In Apulien kickte er noch vier Jahre in der Serie B, ohne noch einmal den Erstligaaufstieg zu schaffen.

## Trainerkarriere

### Bari, Reggina und Foggia
Nach dem Ende seiner aktiven Laufbahn als Fußballspieler begann Tommaso Maestrelli eine Trainerkarriere. Zunächst arbeitete er hierbei als Assistent bei seinem alten Verein AS Bari. 1957 wurde er von Federico Allasio zu dessen Co-Trainer berufen. Auch unter Allasios Nachfolgern Paolo Tabanelli, Francesco Capocasale, Onofrio Fusco, Luis Carniglia und Pietro Magni sowie nochmals unter Allasio fungierte Tommaso Maestrelli in der Folge als Assistenztrainer beim AS Bari, ehe er nach der Entlassung von Magni im Jahre 1963 selbst zum Cheftrainer der Apulier befördert wurde. Mit der Mannschaft des AS Bari spielte Tommaso Maestrelli gleich in seiner ersten Saison als verantwortlicher Trainer in der Serie A, musste dort aber den Abstieg hinnehmen. Man wurde Letzter mit 22 erreichten Punkten aus dreißig Ligaspielen und hatte einen Rückstand von fünf Punkten auf einen Nichtabstiegsplatz.
Daraufhin ging Tommaso Maestrelli als Trainer in die dritte italienische Liga zum AS Reggina, den er in der Serie C 1964/65 zum Aufstieg in die Serie B führte. Es wurde der erste Rang mit einem Zähler vor dem AS Taranto belegt. Die darauffolgende Zweitligasaison endete für den AS Reggina beinahe mit dem direkten Durchmarsch in die Serie A, erst ein 0:0 am letzten Spieltag gegen Calcio Lecco entschied das Rennen um den dritten Aufstiegsplatz zu Gunsten von Ozo Mantova. Nachdem die folgende Spielzeit mit einem Mittelfeldplatz abgeschlossen wurde, endete die letzte Saison von Tommaso Maestrelli als Trainer des AS Reggina mit dem Erreichen von Tabellenrang neun nach Ablauf aller Spieltage. In die Spielzeit 1967/68 fiel jedoch auch der Tod des Reggina-Spielers Italo Alaimo, der bei einem Medizincheck einen Herzinfarkt erlitt und verstarb.
Im Sommer 1968 verließ Tommaso Maestrelli Reggio Calabria und wurde neuer Trainer des US Foggia, ebenfalls in Italiens Süden beheimatet. In Foggia hatte Maestrelli das Ziel, den Verein zurück in die Serie A zu führen, was in der ersten Saison mit Platz neun in der Serie B jedoch deutlich misslang. Dennoch hielt die Klubführung an ihrem Trainer fest, was den zweiten Tabellenplatz in der Serie B 1969/70 zur Folge hatte. Damit war die Rückkehr des US Foggia in die erste Liga geschafft. Dort musste aber der direkten Wiederabstieg hingenommen werden, man wurde Drittletzter, wobei nur das schlechtere Tordifferenz gegenüber Hellas Verona und dem AC Florenz den Abstieg von Foggia besiegelte. Tommaso Maestrelli wurde nach dem nicht gelungenen Klassenerhalt nicht weiter beschäftigt als Trainer des US Foggia. Er ging zu Lazio Rom, das gemeinsam mit Foggia in der Serie A 1970/71 abgestiegen war.

### Erfolge bei Lazio Rom
in Rom wurde Tommaso Maestrelli Nachfolger von Roberto Lovati, der Ende der Saison 1970/71 interimsweise für den entlassenen Juan Carlos Lorenzo übernommen hatte, den Abstieg aber nicht mehr verhindern konnte. In der Serie B 1971/72 zeigte sich Lazio Rom von Beginn an erfolgreich und belegte am Ende der Saison den zweiten Rang, einzig hinter Ternana Calcio, aber vor dem dritten Aufsteiger US Palermo. Der Abstand auf einen Nichtaufstiegsplatz betrug drei Zähler. Der Angriff von Lazio Rom war dabei ligaweit der erfolgreichste, es wurden in 38 Spielen 48 Tore erzielt.
Nach dem Wiederaufstieg verlief auch die Serie A 1972/73 sehr nach den Wünschen der Lazio-Anhänger. Die Mannschaft von Tommaso Maestrelli kam als Aufsteiger auf den dritten Tabellenplatz, nur zwei Zähler hinter dem neuen italienischen Meister Juventus Turin und einen Punkt hinter Vizemeister AC Mailand. Das Erreichen des dritten Platzes in der Serie A 1972/73 bedeutete die Qualifikation für den UEFA-Pokal 1973/74, wo man in der ersten Runde auf den Schweizer Vertreter FC Sion traf. Nach einem 3:0-Hinspielsieg im Olympiastadion Rom durch drei Treffer von Giorgio Chinaglia, Lazios bestem Spieler jener Tage, unterlag man zwar in der Schweiz mit 1:3, erreichte mit einer Tordifferenz von 4:3 aber dennoch die zweite Runde. Dort kam gegen den englischen Vertreter Ipswich Town allerdings das Aus, als man mit 0:4 in Ipswich verlor und auch ein 4:2-Erfolg im Rückspiel in Rom nicht mehr das Weiterkommen ermöglichte. Im Ligabetrieb hingegen war Lazio Rom in der Saison 1973/74 um einiges erfolgreicher. Das erste Saisonspiel gegen Lanerossi Vicenza wurde direkt mit 3:0 gewonnen. Auch danach spielte Lazio Rom, das in dieser Zeit unter anderem Spieler wie Chinaglia, Luciano Re Cecconi oder Giuseppe Wilson in seinen Reihen hatte, sehr erfolgreich und etablierte sich bald an der Tabellenspitze. Am 12. Mai 1974 stand Lazio Rom nach einem 1:0-Sieg im heimischen Stadio Olimpico durch ein Tor von Giorgio Chinaglia gegen den US Foggia als neuer italienischer Meister fest, was den ersten Titelgewinn des Vereins in seiner Geschichte bedeutete. Nach einem Remis im letzten Ligaspiel gegen den FC Bologna hatte Lazio Rom am Ende der Saison drei Punkte Vorsprung auf den neuen Vizemeister Juventus Turin. Als Meister wäre Lazio eigentlich für den Europapokal der Landesmeister 1974/75 qualifiziert gewesen, als Bestrafung für Fanausschreitungen im Vorjahres-UEFA-Pokal-Spiel gegen Ipswich Town verweigerte die UEFA dem Verein jedoch die Teilnahme am Europapokal. An Lazios Stelle rückte Juventus nach.
Als Titelverteidiger in die Saison gestartet, bestätigte Lazio Rom im Folgejahr die in der Meistersaison gezeigten Leistungen. Man gehörte lange Zeit dem engen Kreis im Kampf um die Meisterschaft 1974/75 an. Anfang April 1975 wurde bekannt, dass Lazios Trainer Tommaso Maestrelli an Leberkrebs erkrankt war. Er zog sich daraufhin aus dem Fußballgeschäft zurück und wurde für die Zeit seiner Krankheit durch den vorherigen Co-Trainer Roberto Lovati ersetzt, der Lazio am Ende auf den vierten Tabellenplatz führte, aber in seiner Amtszeit zwei heftige Niederlagen einstecken musste. Gegen den AC Turin unterlag man in Rom am Tag der Verkündung von Maestrellis Krankheit mit 1:5 und bei Juventus Turin setzte es eine 0:4-Pleite. Zur neuen Saison vertraute die Lazio-Führung Lovati nicht mehr und verpflichtete neben diversen neuen Spielern einen jungen Trainer namens Giulio Corsini, der jedoch nicht den erhofften Erfolg brachte und Lazio in akute Abstiegsgefahr manövrierte. Nach dem neunten Spieltag und einem 2:2-Unentschieden gegen Hellas Verona wurde Corsini entlassen, der neue Trainer wurde der wieder genesene Tommaso Maestrelli. Dieser schaffte mit Lazio in letzter Sekunde noch den Klassenerhalt, als am letzten Spieltag ein 2:2 gegen Como Calcio nach einem 0:2-Rückstand noch die Sicherung der Erstklassigkeit errungen wurde. Dabei entschied das bessere Tordifferenz von Lazio im Vergleich zu Ascoli Calcio, das absteigen musste. Danach gab Maestrelli das Traineramt auf und wurde Sportdirektor von Lazio Rom. Neuer Coach wurde der Brasilianer Luís Vinício. Das Amt des Sportdirektors bekleidete Maestrelli jedoch nicht lange. Schon bald wurde eine erneute Krebserkrankung Maestrellis festgestellt, an der er am 2. Dezember 1976 in Rom starb. Tommaso Maestrelli wurde nur 54 Jahre alt.

## Erfolge
- Italienischer Meister: 1×

1973/74 mit Lazio Rom
- Aufstieg in die Serie A: 2×

1969/70 mit US Foggia
1971/72 mit Lazio Rom
- Serie C: 1×

1964/65 mit AS Reggina
- Seminatore d’oro: 3×

1969 als Trainer von US Foggia
1973 als Trainer von Lazio Rom
1974 als Trainer von Lazio Rom